# ボルホフ

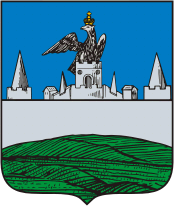
ボルホフの紋章

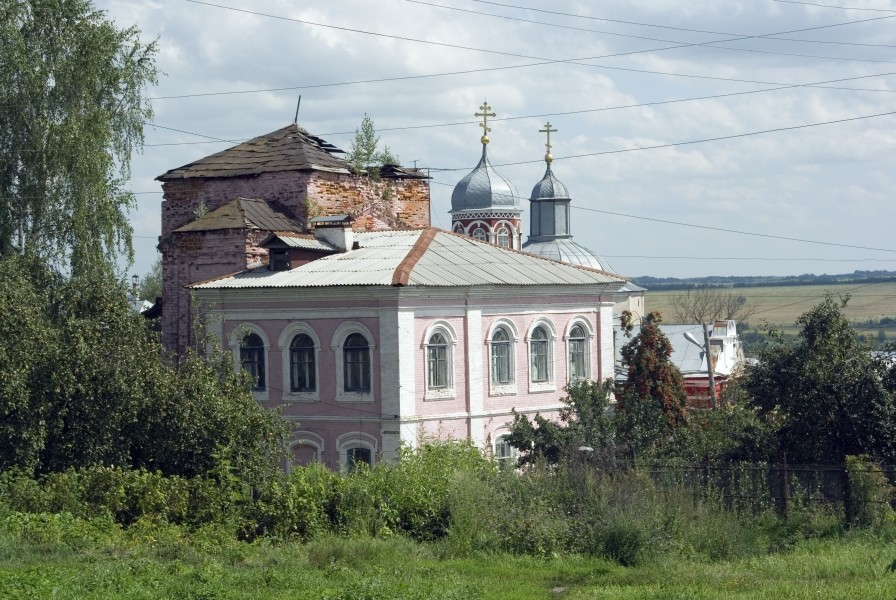

ボルホフ（ロシア語: Болхов, 英: Bolkhov）は、ロシアのオリョール州にある町。人口は9,495人（2021年） 。モスクワから南西へ270km、州都オリョールから北へ56km。オカ川の支流ヌグリ川（Нугрь）沿いにある。
ボルホフの町は13世紀に遡る。モンゴル帝国のロシア侵略後、ボルホフは小さな公国の首都となった。16世紀、ボルホフはモスクワ大公国の一部となっており、南のタタール人からモスクワを守る要塞の一つであった。大動乱のさなかの1609年、ツァーリになったヴァシーリー・シュイスキー（ヴァシーリー4世）が対立ツァーリの偽ドミトリー2世に敗れたのはボルホフでの戦いにおいてのことだった。

## 文化
ボルホフには18世紀初頭の聖堂が4つ残る。5つのドームのある至聖三者修道院（1688年-1706年）や細長い鐘楼のある至聖三者大聖堂などがその一例である。町で最大の聖堂は1841年から1851年にかけて建設された救世主顕栄大聖堂は、コンスタンチン・トーンの弟子の一人により設計された。